# 东井岭乡
东井岭乡，是中华人民共和国山西省长治市壶关县下辖的一个乡镇级行政单位。

## 行政区划
东井岭乡下辖以下地区：
东井岭村、郭堡庄村、口头村、高岸上村、三郊口村、东脑后村、石盆村、大井村、东掌村、南岸上村、碾谷驼村、南湖村、牛家掌村、塔店村、上庄村、南行头村、北行头村、贾庄村、崔家庄村、罗掌村、岭后村、常行村、城寨村、合观村、东马安村、西马安村、西河沟村、西坡村、南凹村和盖家川底村。